# Calliandra linearis
Calliandra linearis är en ärtväxtart som beskrevs av George Bentham. Calliandra linearis ingår i släktet Calliandra och familjen ärtväxter. Inga underarter finns listade i Catalogue of Life.